# Activité du Special Air Service durant la Seconde Guerre mondiale
 (juillet 2021).
Si vous disposez d'ouvrages ou d'articles de référence ou si vous connaissez des sites web de qualité traitant du thème abordé ici, merci de compléter l'article en donnant les références utiles à sa vérifiabilité et en les liant à la section « Notes et références ».
 (juillet 2021).
Le Special Air Service (SAS) est une unité de forces spéciales des forces armées britanniques, mise au point en 1941.
À l'automne 1941, l’Afrika Korps, mené par le général allemand Erwin Rommel, est sur le point de gagner la guerre en Afrique du Nord. Son aviation et ses chars repoussent les Britanniques vers l’Égypte. Pour ralentir les troupes du « Renard du Désert », David Stirling, 24 ans, va créer la SAS.

## La naissance du SAS
Fils d’un propriétaire terrien écossais, renvoyé de l’université de Cambridge, David Stirling veut devenir artiste, puis s’entraîne pour escalader l’Everest. Il a une passion pour le risque et le jeu. Quand la guerre éclate, il entre dans les commandos de la brigade de la Garde.
Après sa formation, il est envoyé au Moyen-Orient dans l’unité spéciale Layforce. En 1941, la Layforce est engagée dans plusieurs raids en Afrique du Nord, puis elle est dissoute et ses hommes sont répartis dans d’autres unités. Stirling prend part à un parachutage non autorisé qui tourne mal : en sautant, il est aspiré par la trainée de l’avion, son parachute s’accroche à la queue de l’appareil, se déchire en partie. Il descend trop vite et est gravement blessé.  Sur son lit d'hôpital, à demi paralysé, il élabore le concept du Special Air Service (SAS) : des petits groupes, bien entrainés, faisant des ravages derrière les lignes ennemies.
À l'hôpital, Stirling expose son idée au général Dudley Clarke qui mène déjà des opérations de désinformation. L'une consiste à parachuter des mannequins derrière les lignes ennemies, afin de lui faire croire que les Britanniques ont des troupes aéroportées en Afrique du Nord.
Les Allemands ont déjà utilisé des parachutistes pendant l’invasion de la Crète. Les Britanniques sont impatients de faire de même. En Angleterre, les premières unités sont toujours à l'entraînement. Par égard pour Dudley Clarke, Stirling inclut des parachutistes dans sa proposition, mais, il sait qu’il aura beaucoup de mal à convaincre l’état-major militaire.
Stirling met en avant l’extrême rentabilité du SAS : dans une opération de commando traditionnelle, il faut cent hommes pour attaquer une cible. Dans son projet, il propose de diviser ce nombre par quatre en créant quatre unités SAS de vingt-cinq hommes.
Stirling, toujours en convalescence, vient exposer son plan au quartier général du Moyen-Orient au Caire. On lui refuse l’entrée. Il franchit le mur d'enceinte en utilisant ses béquilles comme échelle. Les gardes se lancent à sa poursuite. Il se barricade dans un bureau. C'est celui du chef d’état-major adjoint du général Neil Ritchie, qui lit avec intérêt ses notes griffonnées au crayon. On transmet l’idée au commandant en chef du Moyen-Orient, le général Claude Auchinleck. Il l'approuve et Stirling reçoit le feu vert pour recruter soixante-cinq hommes et officiers.
Pour son unité, Stirling choisit un nom emprunté à la troupe fictive de Dudley Clarke : détachement L, 1re brigade SAS. Il veut faire croire à l’ennemi que les Britanniques possèdent une présence aéroportée conséquente en Égypte. Supposé secret, le tout nouveau SAS est la proie des caméras et des photographes officiels. 
L’entrainement est rigoureux et original. Il a besoin d’un type particulier de soldats ; il se tourne vers des hommes aux côtés desquels il a combattu, les commandos des Scots Guards. La plupart d’entre eux sont encore au Moyen-Orient à la suite de la dissolution de la Layforce. Stirling choisit les officiers qu'il souhaite. Le premier est le capitaine Paddy Mayne. Joueur de rugby irlandais de niveau international avant la guerre, Mayne est un combattant réputé. Il a fait partie du 11e commando, et avait mené à bien une opération en Syrie. Quand Stirling le recrute, il est en prison pour avoir mis KO son commandant en chef, en attente de la cour martiale.
Jock Lewes, un autre officier que Stirling veut recruter, s’avère être différent. En apparence tranquille et studieux, Lewes a étudié à l’université d’Oxford avant la guerre. Stirling sait ce que cache ce caractère. C’est Jock Lewes qui met au point les méthodes d’entraînement du SAS, et qui les expérimente lui-même.
Dans les formations militaires ordinaires, la décision revient au seul officier. Ce ne sera pas le cas dans le SAS de Stirling. Le 2e classe sera traité d’égal à égal dans l’équipe.
La hiérarchie militaire a autorisé Stirling à recruter et à former son unité, mais elle ne lui a pas fourni de cantonnement. Les hommes du SAS s’installent à Kabrit, une étendue de sable située au bord du canal de Suez. La première mission du commando fut de voler un cantonnement : le matériel, des tentes, le piano, le bar et le reste..., pratiquement tout fut volé dans un grand campement néo-zélandais, situé à 3 km de là, qui était parti opérer dans le désert.
En novembre 1941, les Alliés sont prêts à lancer une offensive majeure contre l’Afrika Korps de Rommel. Le SAS se voit confier une première mission.

## Les premières missions
Le 16 novembre 1941, le SAS effectue son 1er raid en soutien à l’opération Crusader, lors du dégagement de Tobrouk. Ils doivent être parachutés par 5 Bristol Bombay, derrière les lignes ennemies dans le secteur Tmimi-Gazala, et attaquer les terrains d’aviation, anéantir la supériorité aérienne de l’Axe. Puis, ils rallieront un point de rendez-vous où les hommes du Long Range Desert Group (LRDG) les récupéreront.

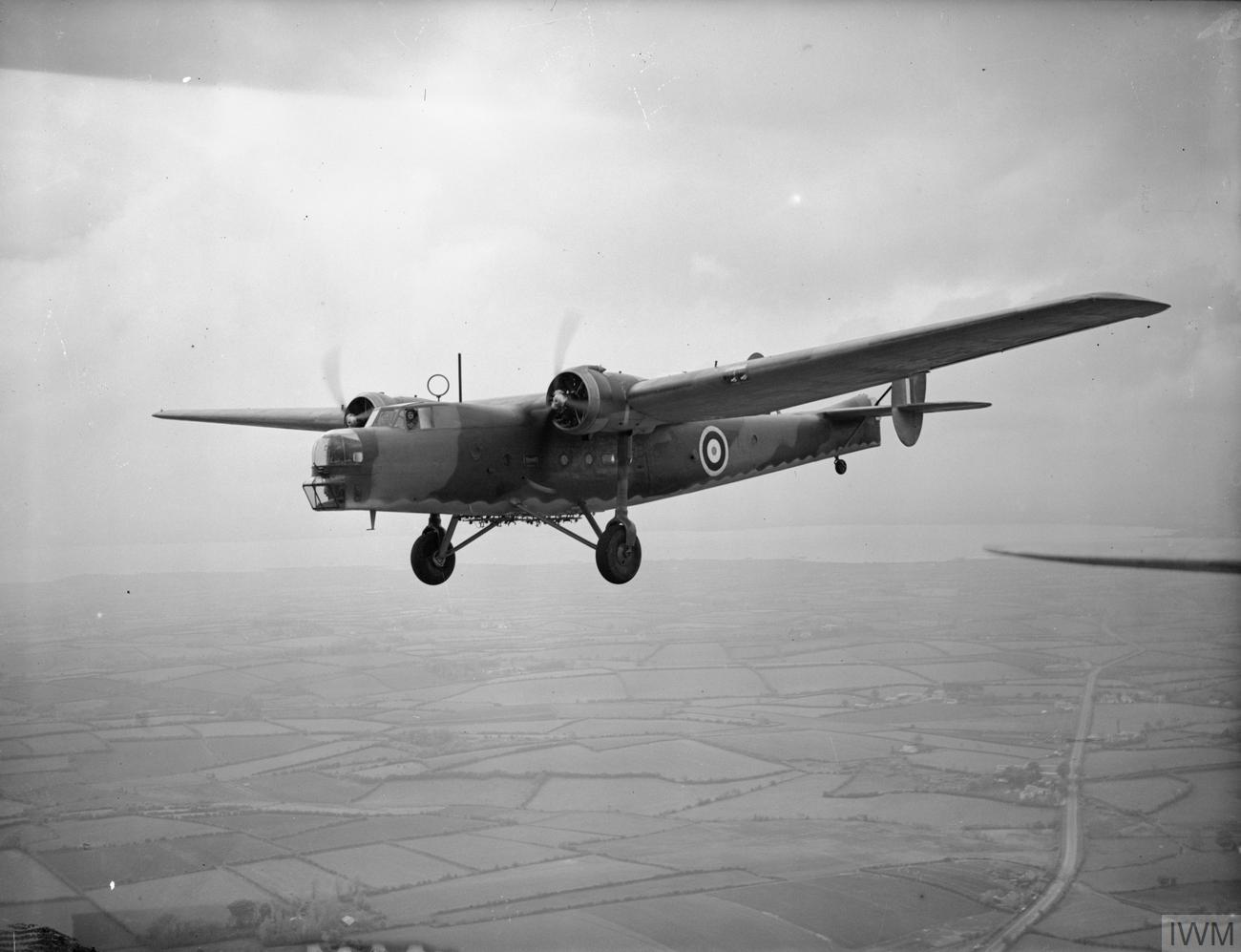
Bristol Bombay.

Le LRDG est une unité d’élite de reconnaissance créée en 1940 par le commandant Ralph Bagnold. Sa tâche consiste à pénétrer loin derrière les lignes ennemies pour collecter des renseignements vitaux. Leurs Chevrolet emportent assez d’essence, d’armement et de rations pour tenir trois semaines et couvrir 1 900 kilomètres de désert. Les premières ont été réquisitionnées dans l’armée égyptienne et chez les concessionnaires locaux de Chevrolet. L’objectif principal du LRDG est le renseignement, mais ils ne ratent aucune occasion de s’attaquer aux positions de l’Axe, faiblement défendues.
| Siwa |

Pendant cette préparation, Stirling a toujours des détracteurs au QG du Moyen-Orient. Alors qu’une gigantesque tempête de sable se lève, sa hiérarchie propose d’abandonner la mission. Si le SAS recule, il offre à ses ennemis l’occasion de le dissoudre. Mais un parachutage en pleine tempête pourrait causer la mort de nombreux hommes. Pour tous, la décision est évidente : c’est une mission suicide, mais, la survie du SAS en dépend.
La mission est un désastre. Les 65 hommes sont parachutés à partir de deux avions, au cœur de la tempête. Ils se retrouvent très dispersés et loin de leur cible. Beaucoup de matériel est perdu. Les commandos se retrouvent à court d’eau et d’explosifs... Moins d’un tiers des hommes, 21 hommes sur 65, dont David Stirling, Paddy Mayne, Jock Lewes, Bob Bennett et Reg Seekings, parviennent au point de récupération. Les autres sont tués ou capturés. Pendant l’attente avec le commando de reconnaissance du désert, Stirling discute avec David Lloyd Owen (en) : le parachutage n’a rien donné. Le Long Range Desert Group (LRDG) conduit les rescapés du SAS à l’oasis Siwa.
L’opération Crusader commence favorablement, mais les troupes se retrouvent débordées par Rommel, le « Renard du désert ». Il s’ensuit une féroce bataille de chars qui stoppe l’offensive. Personne ne se préoccupe d’un petit groupe comme le détachement L du SAS. David Stirling saisit sa chance, et intègre discrètement ce qui reste du SAS dans un bataillon écossais. Ils mendient, ils empruntent et ils volent ce dont ils ont besoin.
| Jalo Koufra Syrte Agedabia El Agheila Gazala |

Fin novembre 1941, le LRDG ramène Stirling et la poignée de rescapée des SAS, alors stationnés à Siwa et Koufra à l'oasis de Jalo sans autorisation.
Le 8 décembre 1941, Stirling et Mayne, quittent Jalo avec sept véhicules du LRDG de la patrouille rhodésienne, et mènent, trois jours plus tard, deux raids SAS sur des aérodromes de l’Axe à Syrte et Tamet.
Le 10 décembre, Jock Lewes et Bill Fraser partent sur El Agheila et Agedabia.
Le 14 décembre, à Syrte, Stirling trouve l’aérodrome désert, attaque une auberge servant de point de ralliement aux officiers supérieurs italiens et revient sans aucune perte. La même nuit, à Tamet, Mayne et ses hommes posent des bombes incendiaires sur les appareils, et en détruisent 24.
Deux jours plus tard, à El Agheila, les SAS trouvent également l’aérodrome désert. Lewes décide alors d’aller déposer trente bombes incendiaires dans un parc de transport anéantissant un nombre considérable de camions ennemis.
Le dernier raid SAS, le 21 décembre 1941, sur l’aérodrome de Agedabia, mené par le lieutenant Bill Fraser, détruit 37 avions sur le terrain.
D’autres raids porteront le total à 97 avions détruits. De retour d'une opération, l'une des colonnes est attaquée par un avion ennemi et a sept tués. Malgré ces pertes, le SAS a survécu à ses premiers mois d’existence.
Après un bref répit à Jalo, à Noel 1941, ils partent affronter de plus grands dangers.

## Missions en Afrique du Nord
Au printemps 1942, les Allemands et les Italiens ne sont pas préparés à des attaques aussi loin derrière leurs lignes. Les sentinelles n’étaient pas sur leurs gardes. Personne ne s’attendait à voir des avions exploser et un groupe d’hommes attaquer à 500 ou 600 km du front.
Pour le retour, l’objectif principal était de sortir du périmètre d’action des chasseurs. Une méthode consistait à se cacher près de la cible et à laisser les avions s’agiter, et, un ou deux jours plus tard, déguerpir sans bruit. Mais, en général, mieux valait partir sans perdre de temps et quitter la zone d’action des chasseurs. Au pire, les chasseurs ne pouvaient faire qu’un seul passage avant de se ravitailler. Leur rayon d’action était d'environ 110 km, ce qui était facile à parcourir dans le désert.
À la fin juin 1942, Rommel semble sur le point de gagner la guerre du désert. Il a acculé les Britanniques à El-Alamein sur la frontière égyptienne, et ses panzers s’apprêtent à déferler de nouveau pour s’emparer du canal de Suez. La force aérienne est un facteur clé, que ce soit dans la campagne terrestre où les forces de l’Axe possèdent deux fois plus d’avions, ou bien dans la bataille pour le ravitaillement des troupes. Depuis ses aérodromes de Cyrénaïque, Rommel lance des attaques aériennes sur les convois de transports britanniques qui ravitaillent l’Afrique du Nord et Malte en particulier. 
À ce moment précis, David Stirling change la tactique du SAS : la jeep fait son apparition dans le désert. Stirling voit en elle l’occasion de ne plus dépendre du LRDG et  devenir autonome. Les SAS la modifient en jeep de combat.
Dirigeant les opérations depuis son véhicule transformé en quartier général, Stirling lance le SAS et ses jeeps de combats dans une nouvelle série de raids sur les aérodromes de Rommel. C'est le moment où celui-ci prépare son assaut final. Ils s’enfoncent au cœur des lignes ennemies. Comme toujours, ils effectuent l’approche finale à pied, parcourant parfois jusque 80 km.
Le 20 janvier, à Bouerat, le SAS détruit une station de pompage de pétrole, un dépôt de vivre, un atelier de mécanique, dix-huit cuves de carburant d'une capacité de vingt tonnes, douze camions et sabote un poste de DCA.
Le 3 février, ils détruisent à Derna quinze avions et un stock de torpilles.
Le 8 mars 1942, ils attaquent Barce et Al-Berka (en), situé à deux kilomètres à l’est de Benghazi.
Le 25 mars, ils sont à Benina (banlieue de Benghazi).
Le 13 juin 1942, ils attaquent à nouveau Benina et Al-Berka.
Au total, ils détruisent cinquante appareils de l’Axe, avant que Stirling ne modifie sa stratégie.
Dans la nuit du 7 au 8 juillet, les aérodromes de Fouka, Bagoush (en), village situé à 48 km à l'ouest de Marsa Matruh, et El-Daba, tous situés entre El Alamein et Marsa Matruh sont attaqués. À Bagoush, Stirling et Mayne dirigent l’assaut tirant sur les appareils au sol depuis leur jeeps.
Lors d’un autre raid, ils utilisent des bombes incendiaires et détruisent 34 appareils, affaiblissant la machine de guerre de Rommel.
Le 12 juillet, un nouveau raid sur Fouka, détruit vingt-deux avions, mais le raid sur El-Daba est un échec.
Le 26 juillet, à Sidi Hanesh, Stirling forme deux colonnes de dix-huit jeeps. Elles mitraillent et détruisent quarante appareils de transports Junkers Ju 52, une quinzaine d'avions (Junkers, Stukas, Messerschmidts, Heinkels). Une douzaine d'autres sont gravement endommagés. Deux SAS sont tués lors de la mission connue sous le nom de « raid sur l'aérodrome de Sidi Haneish ». Au retour, une formation de quatre bombardiers allemands Junkers Ju 87 « Stuka » repère la colonne et la mitraille, tuant l'aspirant français André Zirnheld, auteur de la fameuse « prière du parachutiste ».
En septembre 1942, Stirling est élevé au grade de lieutenant-colonel. Son unité, officialisée sous le nom de 1er régiment SAS, est incluse dans l’ordre de bataille britannique. David et son frère Bill Stirling créent une série d’unités d’élite, en ajoutant des forces spéciales étrangères aux siennes : l’Escadron Sacré, une unité grecque qui combat au côté des Britanniques en Afrique du Nord et en mer Égée ; les SAS de la France libre, constituant un escadron à eux seuls. Réorganisés et renforcés, les SAS français (2e et 3e RCP) participeront plus tard à la libération de la France ; le SBS les forces spéciales marine, est une unité amphibie qui participera aussi à l’offensive en mer Égée. C’est le SBS qui repousse la tentative d’invasion allemande de l’île de Symi.
En août 1942, l'état-major décide que quatre raids seront effectués : sur Benghazi par David Stirling et les SAS sous le nom d'opération Snowdrop, connu également sous le nom d'opération Bigamy ; sur Tobrouk par le colonel Haselden et une force amphibie sous le nom d'opération Daffodil connu également sous le nom d'opération Agreement ; sur l'aérodrome de Barce par le LRDG sous le nom d'opération Hyacinth connu également sous le nom d'opération Caravan ; sur l'oasis de Jalo par les troupes soudanaises de la Forces de défense soudanaises sous le nom d'opération Tulip, connue également sous le nom d'opération Nicety ; 
Les quatre opérations ont lieu en septembre. Une est un succès, deux échouent, une est un semi-échec. Comme prévu par David Stirling, les actions commandos et les raids « sur ordre » ne sont pas adaptés.
La seconde bataille d'El Alamein, en octobre 1942, annonce le début de la déroute des Allemands et des Italiens en Afrique du Nord.
Pendant que Rommel bat en retraite, David Stirling lance des raids hebdomadaires sur les interminables colonnes allemandes. Il les harcèle le long du trajet entre El Agheila et Tripoli et même au-delà en Tunisie.
Le 8 novembre 1942, les Alliés ouvrent un second front en débarquant au Maroc et en Algérie. C’est l’opération Torch, à plus de 1 600 kilomètres sur les arrières de Rommel. 
Dans la nuit du 24 au 25 janvier 1943, David Stirling, le créateur du SAS, est capturé, trahi par des Bédouins. Il s’évade quatre fois, mais il est chaque fois repris. Jugé dangereux, il est expédié en Allemagne, à la forteresse de Colditz.
Le 2nd SAS de son frère Bill est autorisé à poursuivre ses activités. Les forces spéciales qui était sous le commandement de David Stirling, sont dispersées. En avril 1943, un des SAS, le 1st SAS, est même scindé en deux unités : le SRS (Special Raiding Squadron) et le SBS (Special Boat Squadron). Le SRS sera toutefois placé sous les ordres de Paddy Mayne.

## Missions en Italie
Une fois la guerre gagnée en Afrique du Nord, les Alliés se concentrent sur l’invasion de la Sicile et de l’Italie continentale. Pour ces opérations, on attribue au SBS le rôle de troupe d’élite de 1re ligne.
En octobre 1943, lors de la campagne d'Italie, le Special Raiding Squadron (SRS) britannique, commandé par Paddy Mayne, est chargé de prendre le port de Termoli sur l’Adriatique. Le SRS débarque avec retard, attaque un groupe de soldats allemands près d’une ferme, mais tombe contre la 1. Fallschirmjäger-Division allemande, unité d’élite venue de Crète. La prise de Termoli est terrible. Une ferme, perchée sur une falaise, était l'un des postes de commandement de la division allemande. Le SRS prend un chemin détourné, arrive sur la cible, et se retrouve dans un champ de mines et des barbelés. Il combat toute la matinée. Les Allemands encore en vie se rendent. Épuisés, les hommes du SRS se reposent un instant. L’artillerie allemande ouvre le feu, une pluie d’obus s’abat sur la ville. Un obus allemand fait exploser des grenades dans un camion du SRS. Vingt-deux hommes sont tués. Les Allemands s’acharnent pour conserver la ville et le port. Le SRS s’accroche pour garder la ville. Ils seront relevés par l’avancée alliée trois jours plus tard.
Le 2e SAS, qui est aussi à Termoli, mène ensuite des opérations séparées en Italie. Certains SAS sont parachutés derrière les lignes ennemies ; ils détruisent des voies ferrées, font sauter des ponts, entravent le déplacement des forces allemandes et effectuent même des raids maritimes, parfois sous-marins, qui ajoutent à la confusion (opérations Speedwell (en), Maple Driftwood, Baobab, Begonia, Jonquil...).
Pendant ce temps, David Stirling, détenu, en Italie dans plusieurs camps de prisonniers de guerre, utilise ses compétences de SAS pour organiser des évasions massives, non seulement pour renvoyer des hommes en Angleterre, mais aussi pour constituer et soutenir des mouvements de résistance, du style SAS, en Europe. Un tiers des évadés devait renforcer la résistance en Tchécoslovaquie, un autre tiers devait essayer de remonter au nord vers la Suisse, les autres partaient vers le sud. Mais il est envoyé à Brunswick, à la citadelle de Colditz, jusqu'à la fin de la guerre. Il essaiera toutefois d’entrer en contact avec les mouvements locaux de résistance allemande.
Après avoir combattu sur le front, le SRS et le 2e SAS, sont rappelés en Grande-Bretagne.
Au début de 1944, le SRS retrouve son ancien statut de SAS et redevient le 1er SAS afin de préparer le Jour J.

## Missions lors du débarquement de Normandie
Au printemps 1944, le général Bernard Montgomery commande les forces de frappe alliées du Jour J. Il passe en revue la redoutable brigade SAS, désormais commandée par le général Roddy McLeod. Elle est composée du 1er régiment SAS, dirigé par Paddy Mayne, l’un de ses premiers héros légendaires ; du 2e régiment SAS, mené par Bill, frère de David Stirling, auquel succédera Brian Franks ; du 3e régiment SAS ou 3è régiment de chasseurs parachutistes, dirigé par le commandant Pierre Chateau-Jobert, dit « Conan » ; du 4e régiment SAS ou 2e régiment de chasseurs parachutistes, dirigé par le commandant Pierre-Louis Bourgoin, dit « Le Manchot » ; et du 5e régiment de SAS, escadron de Belges libres, dirigé par le major Eddy Blondeel.

### Les SAS britanniques
À l’approche du jour J, le bon usage des SAS est discuté. On estime qu’ils doivent être parachutés en tête de pont, comme troupe tactique en première ligne. Bill Stirling se bat pour que le SAS garde son rôle stratégique : opérer sur des cibles capitales, loin de la ligne de front. Bill Stirling a gain de cause, mais doit quitter le SAS. Le commandement du 2e SAS est confié à Brian Franks, qui jouera un rôle capital dans l’avenir de l’unité d’élite.
Dans la nuit du 5 au 6 juin 1944, les navires de combat traversent la Manche. Le SAS est déjà à l’œuvre.
L’une de leurs missions consiste à tromper l’ennemi. Les Allemands savent qu’une invasion est imminente, ils hésitent sur la localisation, le SAS a pour charge de les induire en erreur. On parachute de petits groupes d’hommes en Normandie, près des lignes ennemies, loin des principaux sites de débarquements. C'est l'opération Titanic : son but est de créer des diversions en suggérant qu’un important parachutage est en cours. Pour renforcer cette impression, on parachute des dizaines de mannequins à l’effigie de soldats, équipés de pétards et de torches. Pendant le parachutage des troupes, hommes et mannequins, le matériel s’éparpille, ils ne parviennent pas à le récupérer dans l’obscurité, sont désorientés, sont obligés d’abandonner leur mission et doivent se cacher.
Dans les heures qui suivent, les forces britanniques, américaines et canadiennes débarquent et engagent le combat sur les plages. Les renforts allemands accourent, les SAS lancent une série d’opérations à revers pour les retarder. L’une d’entre elles est l’opération Bulbasket.
Aux premières heures du 6 juin 1944, le capitaine John Tonkin et plus de cinquante SAS sont parachutés entre le 6 et le 18 juin à 250 kilomètres des plages normandes, dans un polygone compris entre Angers, Châteauroux, Limoges et Niort. Quatre jeeps sont larguées le 18 juin. Soutenus par les résistants locaux et une équipe du SOE, ils mènent leurs opérations de sabotage. Ils apprennent, grâce à des résistants cheminots, la présence de 11 wagons citernes d’essence destinés à une division de panzers SS, partie pour les plages normandes. Le dépôt est trop défendu pour un assaut direct. Les SAS font appel aux chasseurs-bombardiers Mosquito. Ces derniers frappent leurs cibles et anéantissent le carburant. C’est l’un des coups portés aux Allemands pour empêcher leur contre-attaque pendant le débarquement. 
L’équipe de Bulbasket mène plusieurs opérations avec succès ; ils sont trahis par des collaborateurs français[réf. nécessaire] à Verrières dans la Vienne, et capturés. L’un des SAS blessé est battu à mort en public sur la place d’un village. Trente autres sont emmenés dans le bois de Saint-Sauvant pour y être exécutés. 
La mission des SAS continue jusqu’au 24 juillet. Lors de l’opération Gain, un groupe SAS et les jeeps sont parachutés près de Paris pour couper l’accès ferroviaire à la Normandie, dans une zone couvrant un triangle d’Orléans, Montargis et Fontainebleau.
Pendant les trois ans précédant le jour J, les Britanniques ont aidé à renforcer la Résistance française. Une fois les débarquements en Normandie effectués, cette Armée secrète joint ses forces à celle du SAS. Des équipes (nom de code : Jedburghs) assurent les liaisons entre elles. Ces groupes de communications de trois hommes sont envoyés en France, peu de temps avant le jour J. Constitués en majeure partie d’officiers britanniques, américains et français de Londres, ils optimisent les ressources de la Résistance par le retour d’informations, les demandes d’approvisionnement en armes, et la coordination des raids contre les renforts allemands en route vers les champs de bataille.
L’opération Houndsworth (en), est l’une de leurs missions caractéristiques. Dès le 6 juin, des hommes du 1er SAS sont parachutés près de Dijon. Leur objectif est de couper les lignes de communications des Allemands au centre de la France entre Paris et Lyon. Ils doivent d’abord installer un camp de base dans cette région très boisée. Cette opération doit collecter des renseignements afin d'informer le haut commandement allié des renforts de l’armée allemande ou de son aviation, son retrait ou son maintien dans une région. Après le jour J, ces renseignements seront précieux. Un groupe avait la surveillance d’une ligne de chemin de fer au sud de Dijon : sont mis à sa disposition trois escadrons aériens, un de Lightning et deux de Mustang. Si un train passait en direction du nord-ouest, ils indiquaient « trois cents chars, un transport de troupe, etc. ». Cette information était transmise de la zone D et les avions les attaquaient sur la zone A, afin de tromper les Allemands. Les SAS devaient aussi faire attention à la population civile, aux représailles telles que celles de Montsauche-les-Settons. 
Dans les trois mois suivant, les soldats SAS de opération Houndsworth (en), consolident leur base jusqu'à être plus de 140 hommes, équipés de mitrailleuses et d’explosifs. Le SAS lance alors une grande attaque provoquant le chaos dans les défenses allemandes. Ils détruisent des véhicules, coupent les voies de ravitaillement, et disparaissent dans la forêt. Les représailles allemandes sont terribles. Beaucoup de civils français sont pris en otage, et exécutés ou envoyés en camps de concentration. 
Un groupe de SAS réussit, au moins une fois, à intercepter un convoi d'otages français. Ils préparent leur embuscade avec des groupes de résistance locale, placent des explosifs pour arrêter le premier véhicule, ouvrent le feu sur l’escorte. Les Allemands sont débordés, les otages civils sont libérés. 
Trois mois plus tard, l’opération Houndsworth, peut afficher son bilan : vingt-deux lignes de chemin de fer détruites ; plus de deux cents Allemands tués ou blessés ; 132 prisonniers ; trente cibles stratégiques repérées pour la RAF et anéanties par les bombardements et les tirs alliés.

### Les SAS français
Les SAS français sont actifs dès le 6 juin. Lors des opérations SAS en Bretagne, 450 hommes, sous les ordres du commandant Pierre-Louis Bourgoin, retiennent 150 000 soldats allemands en Bretagne à Saint-Marcel, Morbihan et dans la forêt de Duault, Côtes-d'Armor. Les Allemands vont recourir aux lance-flammes pour incendier la forêt. Les SAS en réchappent, avec les Jedburghs et la Résistance. Ils continuent les opérations de harcèlement et arment les maquis, malgré les représailles contre eux et contre la population locale. La Bretagne est presque entièrement libérée lors de la percée de la 3e armée américaine début août.
Le 2e RCP/4e SAS est réorganisé en septembre en unité motorisée sur jeeps armées et livre sur la Loire, l'opération Spencer qui est un succès, tandis que le 3e RCP/SAS opère dans le Centre et dans l'Est. A Noël, le 2e intervient dans les Ardennes belges.
En avril 1945, sept cents hommes des deux régiments sont parachutés sur le nord des Pays-Bas (opération Ahmerst). Au prix de pertes significatives, ils libèrent la province, permettant aux blindés canadiens de foncer sur la Ruhr.
À la fin de la Guerre, le drapeau des SAS français est le plus décoré des emblèmes alliés.

## Missions en Belgique et aux Pays-Bas
À la fin du mois d’août 1944, les chars alliés traversent la France en direction des frontières de l’Allemagne nazie. Hitler déclenche une nouvelle campagne de terreur. Le 8 septembre 1944, une pluie de missiles V2 s’abat sur la capitale anglaise, tuant des centaines de personnes. Les rampes de lancement des V2 sont très mobiles et difficiles à repérer et à détruire. C’est alors qu’intervient le SAS.
Le V2 est le premier missile balistique utilisé dans une guerre. Hitler espère amener les dirigeants alliés à la table de négociation. Les retards dans leur élaboration n’ont permis l’utilisation des V2 qu’à partir de septembre 1944. La percée en France suivant le débarquement en Normandie, ne permet pas de lancer les missiles depuis les positions fixes prévues à cet effet. Les allemands utilisent, à la place, des rampes de lancement mobiles déployées en ½ heure. Leur traque ressemblera étrangement aux opérations SAS qui auront lieu 50 ans plus tard dans le désert irakien. 
Les rampes de V2 installées aux Pays-Bas lancent leurs missiles sur Londres. Une des salves frappe Deptford, détruisant un grand magasin Woolworth et tuant 168 personnes. Il faut des hommes au sol, un renseignement actualisé presque heure par heure. Les Britanniques se tournent donc vers l’escadron de SAS belge. Rescapés de la Blitzkrieg de Hitler, ces soldats ont été formés au sein de la compagnie indépendante de parachutistes belges. Ils sont devenus le 5e SAS avant le débarquement et ont été parachutés en France derrière les lignes ennemies durant le Jour J, sous les ordres du commandant Eddy Blondeel.
La percée alliée approche de la frontière belge. Le 5e SAS veut un rôle prépondérant dans la libération de sa patrie. Lorsque la traque des V2 de Hitler s’impose, la mission est confiée aux SAS belges, sous le nom d’opération Fabian. 
Un groupe dirigé par le lieutenant Gilbert Kirschen est parachuté dans la région d’Utrecht aux Pays-Bas, en octobre 1944. Ils travaillent avec la Résistance pendant six mois pour collecter des informations sur les déplacements et la localisation des missiles. Ils les transmettent à Londres. Ils se déplacent en permanence pour fuir la Gestapo qui les pourchasse. L’opération Fabian devient d’autant plus importante que les V2 commencent à viser la Belgique. En décembre 1944, près de cent missiles par semaine s’abattent sur le port d’Anvers, lieu hautement stratégique. 924 missiles au total s’écraseront sur la ville, 561 civils sont tués et 291 blessés lors d’une seule attaque sur un cinéma.
L’opération Market Garden, une tentative britannique de mettre rapidement fin à la guerre en s’emparant de ponts stratégiques sur le Rhin au moyen d'un parachutage débute le 17 septembre. Elle s’avère être un désastre. Les hommes de la division aéroportée sont encerclés près d’Arnhem, beaucoup sont faits prisonniers, 2 000 d’entre eux réussissent à échapper à la captivité. Le SAS belge est appelé à la rescousse, pour en localiser le plus possible et organiser leur retour. Au début, on leur donne des vêtements et de faux papiers, individuellement ou en petits groupes, pour qu’ils traversent le front. Mais ils sont trop nombreux et on décide de les rapatrier en une seule fois. Le commandant Hugh Fraser de l’organisation britannique MI9 chargée des évasions coordonne cette évasion avec les SAS. La mission consiste à les rassembler sur le bord du fleuve et envoyer des bateaux les chercher. La nuit du 22 octobre 1944, l’opération Pégase est lancée. Tous les parachutistes britanniques rescapés sont conduits jusqu’au Rhin par la Résistance hollandaise. Fraser et ses hommes attendent sur l’autre rive. Cette nuit-là, 140 hommes réussissent la plus grande évasion de la guerre.
Puis, les hommes de l’opération Fabian reprennent leur quête des armes de Hitler. Ils resteront derrière les lignes ennemies encore quatre mois, pendant que les Alliés s’enfoncent dans le sud des Pays-Bas et en Rhénanie. Au début du printemps 1945, l’avancée des Alliés force les Allemands à se replier hors de portée de leurs rampes de lancement. Les derniers V2 tombent sur Londres en mars 1945. La mission de chasseurs de missiles du SAS s’achève.
Bruxelles est libérée en septembre 1944.

## Missions en France
Après avoir traversé la Seine, les Alliés font une avancée rapide à travers le Nord de la France et la Belgique. Pour s'y opposer, les Allemands affluent en trains et sur les routes. Le SAS monte une série d’opérations pour les contrer.
L’une d’elles est l’opération Wallace (en) : c'est une mission d’infiltration en profondeur menée par le commandant Roy Farran (en). Ils atterrissent à Rennes avec vingt jeeps, se faufilent à travers les lignes ennemies au nord d’Orléans et roulent sur environ cinq cents kilomètres pour traverser la France. Au sud-est de Paris, ils établissent une base opérationnelle près de Châtillon-sur-Seine. De là, les hommes de Farran tendent des embuscades aux soldats allemands et aux convois de ravitaillement, leur infligeant de lourdes pertes, et ne déplorant que peu de victimes. Mais les escarmouches permanentes n’épargnent pas les véhicules de Farran. Après deux semaines, il ne reste à l’unité que six jeeps sur les vingt du début. Des jeeps leur sont parachutées depuis des bombardiers spécialement modifiés.
Une autre mission sur le sol français est l’opération Gaff. Son objectif est d’éliminer, ou de capturer, le feld-maréchal Erwin Rommel, commandant de la défense allemande en Normandie. Elle est dirigée par le capitaine Raymond Couraud, alias Jack William Raymond Lee, un vétéran français de 24 ans, qui a déjà servi dans la Légion étrangère et les forces spéciales du SOE et du SAS français. Son équipe est hétéroclite et se compose de six hommes : un Anglais (sergent Tom Moore), deux ex-légionnaires, un Allemand (sergent Max Mark) et un Russe (sergent Michel Fedossef), et deux Français (sous-lieutenant Robert Raillard, sergent Pierre Durban). 
Ils sont parachutés en Île-de-France dans la nuit du 26 au 27 juillet 1944. À la suite d'une erreur de largage au-dessus de la Forêt-Sainte-Croix, l'équipe est scindée en deux et le matériel dispersé. Grâce à la résistance locale, ils se rassemblent et récupèrent leur équipement. Aidés par les résistants, René Maubailly, André Dantonnet, Louis Paulic, Serge Marchais, Lucien Richer et un jeune garçon rencontré en Forêt-Sainte-Croix, ils progressent jusqu'à Beynes. Ils s'installent au camp militaire de Frileuse. À leur arrivée, début août, ils apprennent que la mission est annulée : Rommel a été gravement blessé en Normandie, par une attaque de la RAF sur sa voiture, le 18 juillet. Trois hommes sont intégrés au commando (René Maubailly, Serge Marchais et Lucien Richer). Lee décide d'attaquer la Kommandantur de Mantes-la-Jolie où séjourne l'état-major de Rommel. La nuit du 9 août, l'infiltration dans la Kommandantur échoue et une fusillade s'engage. Ils parviennent à dérober des documents et à s'enfuir sans pertes. Le 13 août, aidé par la brigade de gendarmerie de Pontchartrain, le capitaine Lee rejoint la IIIe Armée américaine à qui il transmet les documents volés. Il est rejoint quelques jours plus tard par le reste du commando, qui effectuera des missions de reconnaissance jusqu'à la fin août.
Anticipant une avancée alliée rapide, Farran déplace sa zone d’opération plus à l’est dans la trouée de Belfort, entre les montagnes des Vosges et la frontière Suisse. La progression alliée est ralentie et le groupe du SAS se retrouve isolé sur une zone minuscule. Échappant à plusieurs embuscades, ils réussissent à fuir les Allemands et à trouver une porte de sortie lorsque des patrouilles de reconnaissance américaines atteignent la zone.
L’arrêt de la progression alliée a des conséquences plus graves pour les hommes de l’opération Loyton. En août 1944, le 2e SAS, commandé par le lieutenant-colonel Brian Franks, est parachuté dans la région des Vosges, dans l’est de la France. Sa mission consiste à s’emparer des cols de montagne et à les tenir jusqu'à l’arrivée des armées alliées. Les soldats allemands sont partout dans la région, ainsi que la Gestapo. La plupart des habitants de la région sont contre l’occupant et certains prennent d’énormes risques pour aider les SAS. Les Allemands sont bientôt sur leurs traces. Les SAS ne peuvent établir de camp de base opérationnel et doivent se déplacer en permanence.
L’opération a été prévue pour que le front allié les rejoigne en deux semaines. Ils resteront deux mois. Lorsque le 2e SAS peut se retirer début octobre, deux hommes ont été tués et trente et un manquent à l’appel. Le régiment ignore que leur sort a été scellé par Hitler lui-même : il a donné l’ordre d’exécuter tous les soldats des forces spéciales capturés, même s’ils sont vêtus de leur uniforme, en contravention avec les lois de la guerre. On apprendra plus tard qu’ils ont tous été torturés avant d’être exécutés.

## Retour en Italie
Durant les dernières semaines de la guerre , les SAS se rendent en Italie. De retour de l’opération Wallace (en), Roy Farran (en) prévoit de parachuter cinquante hommes du 2e SAS entre Specia et Bologne. Il les accompagne avec l’ordre strict de ne pas sauter.
Les résistants qui accueillent les SAS sont un mélange de nationalistes indisciplinés, de communistes et de prisonniers de guerre russes évadés. Ils s’avèreront d’excellent combattants. Dans cette opération nommée Tombola, Farran et  ses hommes doivent en faire un bataillon opérationnel et les mener au combat. Pendant que son équipe se prépare au combat, Farran, qui est un prisonnier de guerre évadé, reprend son nom d’emprunt de l’opération Wallace (en) : Paddy Mac Guinty.
L’opération Tombola a pour but de couper les voies de ravitaillement et de communication allemandes et de rejoindre la 5e Armée. L’une de leur action consiste à attaquer de nuit le quartier général d’un corps d’armée allemand à Albinea. Farran déploie cent hommes. Le quartier général est anéanti et trente Allemands sont tués.
Pendant ces dernières semaines, un membre du SAS reçoit la plus haute distinction décernée à l’unité durant cette guerre. Lors des combats autour du lac Comacchio, , le 9 avril 1945, le commandant Anders Lassen, d’origine danoise, âgé de 24 ans, obtient la Victoria Cross et la Croix militaire avec deux barres à titre posthume, en détruisant à lui seul trois nids de mitrailleuses que ses hommes ont isolés.

## Recherche des criminels de guerre
Les forces allemandes occidentales se délitent. Beaucoup de soldats sont faits prisonniers. La traque des criminels de guerre commence.
Brian Franks, officier commandant le 2e SAS qui a dirigé l'opération Loyton en août 1944, ordonne à son unité de découvrir ce qui est arrivé aux hommes toujours manquants et de retrouver les responsables. Yurka Galitzine, d'origine russe, capitaine britannique du CROWCASS, est son premier contact. Le groupe de recherche installe son QG dans la ville allemande de Gaggenau et lance immédiatement ses recherches. L’enquête durera jusqu’en 1948 ; certains responsables seront arrêtés et jugés.

## La fin de guerre
Durant les derniers jours de la guerre en Europe, le SAS est toujours sur le front, ou le devance. Ses jeeps effectuent des reconnaissances pour le 21e groupe d'armées dans les plaines de l'Allemagne du Nord.
Pour certains de ces hommes, le dernier jour de la guerre est la fin d’un long parcours, entamé dans les déserts d’Afrique du Nord. Parmi les prisonniers de guerre qui rentrent en Grande-Bretagne, se trouve le créateur de l’unité, David Stirling. Il mène campagne auprès du premier ministre Winston Churchill, pour que le SAS rejoigne le front contre le Japon. La paix entraîne une réduction drastique des effectifs de l’armée britannique, et le SAS est considéré comme superflu. En octobre 1945, quatre ans après sa création, le SAS est dissous.

## L'avenir des SAS
Le lieutenant-colonel Brian Franks a succédé en mars 1944 à William Bill Stirling (1911-1983), frère de David Stirling, à la tête du 2e SAS. Ses hommes continuent officieusement de traquer les meurtriers de leurs camarades. Ils mènent campagne pour sauver le régiment.
Dissous en octobre 1945, les deux régiments SAS sont recréés en septembre 1947. Franks est leur premier commandant en chef, jusqu’en 1950. Essentiellement grâce à lui, l’unité de combat d’élite renaît, au début, sous la forme d'une unité de l’armée territoriale, et sous le nom de 21e SAS.

## Liste des opérations du SAS
On dénombre plus de quatre-vingts opérations effectuées par le Special Air Service durant la Seconde Guerre mondiale.

## Filmographie
- Tobrouk, commando pour l'enfer (1966) d'Arthur Hiller raconte, d'une manière romancée, l'opération Agreement
- Le Cinquième Commando (1971) d'Henry Hathaway
- Rogue Heroes (série, 2022)